# Liste des noms vernaculaires de mollusques
 (avril 2021).
Si vous disposez d'ouvrages ou d'articles de référence ou si vous connaissez des sites web de qualité traitant du thème abordé ici, merci de compléter l'article en donnant les références utiles à sa vérifiabilité et en les liant à la section « Notes et références ».
Comme pour les poissons, les noms vernaculaires sont assez peu homogènes et dépendent beaucoup des régions où ils sont utilisés. Ils peuvent être inconnus d'une région à l'autre ou ne pas désigner la même espèce. En France, une liste a cependant été édictée par la DGCCRF.
| Nom scientifique          | Nom vernaculaire                                             |
| ------------------------- | ------------------------------------------------------------ |
| Acanthina monodon         | pourpre                                                      |
| Acanthocardia             | bucarde ou coque épineuse                                    |
| Adelomelon                | volute (mollusque)                                           |
| Amiantis purpurata        | vernis pourpre                                               |
| Anadara                   | arche                                                        |
| Anatina                   | mactre                                                       |
| Anomia                    | anomie                                                       |
| Apolymetis                | telline                                                      |
| Arca                      | arche                                                        |
| Arctica islandica         | cyprine ou clam d’Islande                                    |
| Argobuccinum              | triton (mollusque) ou conque                                 |
| Asaphis                   | psammobie                                                    |
| Atrina                    | jambonneau de mer                                            |
| Aulacomya ater            | moule cholga                                                 |
| Austrofusus               | buccin                                                       |
| Babylonia                 | buccin                                                       |
| Barbatia                  | arche (mollusque)                                            |
| Bolinus brandaris         | murex épineux ou rocher                                      |
| Bolinus cornutus          | murex ou rocher                                              |
| Brachidontes              | moule mélin                                                  |
| Buccinum autres           | buccin                                                       |
| Buccinum undatum          | buccin ou bulot                                              |
| Bullia                    | bullie                                                       |
| Busycon                   | busycon                                                      |
| Callista chione           | vernis                                                       |
| Cardiocardita             | cardite                                                      |
| Cardita                   | cardite                                                      |
| Cardium                   | bucarde                                                      |
| Cassis                    | casque (mollusque)                                           |
| Cerastoderma edule        | coque                                                        |
| Cerastoderma glaucum      | coque                                                        |
| Chamelea gallina          | vénus gallinette ou gallinette                               |
| Chamelea striatula        | vénus                                                        |
| Charonia                  | triton (mollusque) ou conque                                 |
| Chicoreus brevifrons      | rocher ou murex                                              |
| Chione                    | vénus                                                        |
| Choromytilus chorus       | moule choro                                                  |
| Chorus giganteus          | pourpre                                                      |
| Circomphalus              | vénus                                                        |
| Cittarium pica            | troque                                                       |
| Clausinella gayi          | clausinelle palourde du Pacifique, palourde de Gay           |
| Codakia                   | lucine                                                       |
| Collisella                | acmée                                                        |
| Concholepas concholepas   | pourpre                                                      |
| Crassostrea angulata      | huître creuse                                                |
| Crassostrea columbiensis  | huître creuse du Pacifique                                   |
| Crassostrea corteziensis  | huître creuse du Pacifique                                   |
| Crassostrea rhizophorae   | huître creuse de palétuviers                                 |
| Crassostrea virginica     | huître creuse de Virginie                                    |
| Crepidula                 | crépidule                                                    |
| Crepidula fornicata       | crépidule ou berlingot de mer                                |
| Crepipatella              | arapède du pacifique                                         |
| Crucibulum                | goufique                                                     |
| Cultellus                 | petit couteau                                                |
| Cymbium marmoratum        | volute marbrée ou volute (mollusque) ou yet                  |
| Cymbium                   | yet ou volute (mollusque)                                    |
| Darina                    | darine                                                       |
| Dinocardium               | bucarde                                                      |
| Diodora                   | fissurelle                                                   |
| Donax                     | flion, haricot de mer ou telline                             |
| Dosinia                   | dosinie                                                      |
| Dosinia exoleta           | montre                                                       |
| Ensis armatus             | couteau (mollusque)                                          |
| Ensis ensis               | couteau (mollusque)                                          |
| Ensis                     | couteau (mollusque)                                          |
| Eurhomalea                | vénus                                                        |
| Fasciolaria               | fasciolaire                                                  |
| Fissurella                | fissurelle                                                   |
| Fulvia                    | bucarde                                                      |
| Fusitriton                | triton (mollusque) ou conque                                 |
| Galatea                   | égérie                                                       |
| Galeoda                   | casque (mollusque)                                           |
| Gari                      | psammobie                                                    |
| Geukensia demissa         | moule côtelée                                                |
| Glossus                   | isocarde                                                     |
| Glycymeris bimaculata     | amande de Méditerranée                                       |
| Glycymeris glycymeris     | amande de mer                                                |
| Glycymeris longior        | amande de l'Atlantique                                       |
| Glycymeris maculata       | amande du Pacifique                                          |
| Glycymeris ovata          | amande du Pacifique                                          |
| Glycymeris pilosa         | amande de Méditerranée                                       |
| Glycymeris scripta        | amande de l'Atlantique                                       |
| Glycymeris violacescens   | amande de Méditerranée                                       |
| Glycymeris vovan          | amande de l'Atlantique                                       |
| Haliotis corrugata        | ormeau du Pacifique                                          |
| Haliotis cracherodii      | ormeau du Pacifique                                          |
| Haliotis fulgens          | ormeau du Pacifique                                          |
| Haliotis gigantea         | ormeau du Pacifique                                          |
| Haliotis kamtschakana     | ormeau du Pacifique                                          |
| Haliotis midae            | ormeau de l'océan indien                                     |
| Haliotis rufescens        | ormeau du Pacifique                                          |
| Haliotis sanguinea        | ormeau de l'océan indien                                     |
| Haliotis sorenseni        | ormeau du Pacifique                                          |
| Haliotis tuberculata      | ormeau                                                       |
| Hexaplex                  | rocher ou murex                                              |
| Hinia                     | nasse                                                        |
| Hyotissa                  | pycnodonte                                                   |
| Iphigenia                 | donace                                                       |
| Isognomon                 | marteau                                                      |
| Laevicardium              | bucarde                                                      |
| Lambis                    | ptérocère                                                    |
| Lithophaga                | datte de mer                                                 |
| Lithophaga lithophaga     | datte de mer                                                 |
| Littorina                 | littorine                                                    |
| Littorina littorea        | bigorneau                                                    |
| Lucina                    | lucine                                                       |
| Lutraria                  | lutraire                                                     |
| Macoma                    | macome ou telline                                            |
| Macrocallista             | pitar                                                        |
| Mactra                    | mactre                                                       |
| Mactrellona               | mactre                                                       |
| Malea                     | tonnelet                                                     |
| Marcia                    | vénus                                                        |
| Melongena                 | mélongène                                                    |
| Mercenaria                | Clam                                                         |
| Meretrix                  | cythérée                                                     |
| Mesodesma                 | mésodesme                                                    |
| Modiolus                  | modiole                                                      |
| Modiolus barbatus         | modiole                                                      |
| Mulinia                   | mactre                                                       |
| Murex                     | murex ou rocher                                              |
| Mya arenaria              | mye                                                          |
| Mya truncata              | mye                                                          |
| Mytella guyanensis        | moule de Guyane                                              |
| Mytella speciosa          | moule du Pacifique                                           |
| Mytella strigata          | moule du Pacifique                                           |
| Mytilus aoteanus          | moule du Pacifique                                           |
| Mytilus californianus     | moule du Pacifique                                           |
| Mytilus chilensis         | moule du Pacifique                                           |
| Mytilus coruscus          | moule du Pacifique                                           |
| Mytilus edulis            | moule                                                        |
| Mytilus galloprovincialis | moule                                                        |
| Mytilus planulatus        | moule du Pacifique                                           |
| Mytilus platensis         | moule de la Plata                                            |
| Nassarius                 | nasse                                                        |
| Natica                    | natice                                                       |
| Nerita                    | nérite                                                       |
| Noetia                    | arche (mollusque)                                            |
| Odontocymbiola            | volute (mollusque)                                           |
| Oliva                     | olive de mer                                                 |
| Ostrea angelica           | huître plate du Pacifique                                    |
| Ostrea chilensis          | huître plate du Pacifique                                    |
| Ostrea conchaphila        | huître plate du Pacifique                                    |
| Ostrea denselamellosa     | huître plate du Pacifique                                    |
| Ostrea denticulata        | huître plate de Guinée                                       |
| Ostrea edulis             | huître plate                                                 |
| Ostrea equestris          | huître plate des marées                                      |
| Ostrea iridescens         | huître plate du Pacifique                                    |
| Ostrea lurida             | huître olympe                                                |
| Ostrea lutaria            | huître plate du Pacifique                                    |
| Ostrea megodon            | huître plate du Pacifique                                    |
| Ostrea puelchana          | huître plate d'Argentine                                     |
| Ostrea sinuata            | huître plate du Pacifique                                    |
| Panopea                   | panopée                                                      |
| Paphia                    | vénus                                                        |
| Paphies                   | mésodesme                                                    |
| Pareuthria                | buccin                                                       |
| Patella caerulea          | patelle ou arapède                                           |
| Patella intermedia        | patelle ou bernique                                          |
| Patella lugubris          | patelle                                                      |
| Patella mexicana          | patelle                                                      |
| Patella rustica           | patelle ou arapède                                           |
| Patella safiana           | patelle                                                      |
| Patella ulyssiponensis    | patelle ou bernique                                          |
| Patella vulgata           | patelle ou bernique                                          |
| Perna canaliculus         | moule verte de Nouvelle-Zélande ou moule de Nouvelle-Zélande |
| Perna perna               | moule africaine                                              |
| Petricola                 | pétricole                                                    |
| Phalium                   | casque (mollusque)                                           |
| Pholas                    | pholade                                                      |
| Phyllonotus               | rocher ou murex                                              |
| Pinctada                  | pintadine ou huître perlière                                 |
| Pinna                     | jambonneau de mer                                            |
| Pitar                     | pitar                                                        |
| Pleuroplaca               | fasciolaire                                                  |
| Pododesmus                | anomie                                                       |
| Polymesoda                | cyrène (eau douce)                                           |
| Protothaca autres         | vénus                                                        |
| Protothaca staminea       | vénus                                                        |
| Pseudoliva                | olive de mer                                                 |
| Pteria                    | avicule                                                      |
| Pugilina                  | mélongène                                                    |
| Rangia                    | rangie                                                       |
| Rhinocoryne               | toutout                                                      |
| Ruditapes decussatus      | palourde                                                     |
| Ruditapes philippinarum   | palourde japonaise                                           |
| Ruditapes variegata       | palourde bariolée                                            |
| Saccostrea                | huître capuchon                                              |
| Sanguinolaria             | sanguine de mer                                              |
| Saxidomus                 | saxidome                                                     |
| Scapharca                 | arche (mollusque)                                            |
| Scrobicularia piperata    | lavignon                                                     |
| Scrobicularia plana       | lavignon                                                     |
| Scurria                   | acmée                                                        |
| Semele                    | sémélé                                                       |
| Semimytilus algosus       | moule du Pacifique                                           |
| Senilia                   | arche                                                        |
| Siliqua                   | silique                                                      |
| Sinum                     | natice                                                       |
| Solecurtus                | solécurte                                                    |
| Solen marginatus          | couteau (mollusque)                                          |
| Solen                     | couteau                                                      |
| Spisula                   | spisule                                                      |
| Spondylus                 | spondyle                                                     |
| Strombus canarium         | strombe                                                      |
| Strombus costatus         | strombe                                                      |
| Strombus gigas            | lambi (espèce protégée)                                      |
| Strombus gracilior        | strombe                                                      |
| Strombus latus            | strombe                                                      |
| Strombus peruvianus       | strombe                                                      |
| Strombus pugilis          | strombe                                                      |
| Tagelus                   | tagal                                                        |
| Tapes rhomboides          | palourde rose                                                |
| Tegula                    | troque                                                       |
| Tellina                   | telline                                                      |
| Thais                     | ovarque                                                      |
| Titanostrombus galeatus   | strombe                                                      |
| Tivela                    | tivel                                                        |
| Trachycardium             | bucarde                                                      |
| Transsennella pannossa    | palourde rugueuse                                            |
| Tresus                    | lutraire                                                     |
| Trochita                  | gofiche                                                      |
| Trochus                   | troque                                                       |
| Trophon                   | trophe                                                       |
| Turbinella                | chanque                                                      |
| Turbo                     | turban (mollusque)                                           |
| Venerupis aurea           | clovisse                                                     |
| Venerupis corrugata       | palourde poulette                                            |
| Venerupis dura            | palourde pégon                                               |
| Venerupis rufiscensis     | palourde pégon                                               |
| Venus                     | vénus                                                        |
| Venus verrucosa           | praire                                                       |
| Villorita cyprinoides     | corbicule (eau douce)                                        |
| Corbicula                 | corbicule (eau douce)                                        |
| Zidona                    | volute (mollusque)                                           |